# 케이캐쉬
케이캐쉬(K-cash)는 금융결제원과 대한민국의 은행 및 신용카드사가 참여하여 개발한 대한민국의 전자화폐였다. 케이캐쉬는 IC(Integrated Circiut)카드의 한 기능으로서 은행 공동으로 만든 표준인 금융IC카드 표준 내에 그 표준 규격이 명시되어 있다. 따라서 발급 은행은 다양하지만 전자화폐 서비스는 공동으로 사용할 수 있다.
전자금융거래법상 대한민국에서 유일한 전자화폐 지위를 갖고 있었으나, 이용률 부진으로 2020년 말에 서비스가 폐지됐다.

## 역사
1999년 한국은행 금융정보화추진 은행소위원회에서 소액결제 이용편의를 위해 은행 공동으로 전자화폐를 도입하기로 결정하였고, 사업의 시행을 금융결제원에 위탁함으로써 추진되었다. 금융결제원은 기존의 CD 공동망과 ARS 공동망을 활용하여 전자화폐공동망시스템을 구축하였고, 2000년 3월 국가정보원으로부터 보안성에 대한 최종 승인을 얻어 서비스를 개시하였다. 2000년 7월 금융결제원 본사 근처인 서울특별시 강남구 역삼동 일대에서 시범실시를 하였다. 
그러나 이용률 저조로 2020년 12월 15일에 서비스가 폐지됐다. 충전금은 2021년에 환불해 주고 있다.

## 발급
- 발급 : 중소기업은행(일부지점) · 농협(춘천, 원주, 횡성) · 대구은행 · 우리은행(전국) · 신한은행(전국) · SC제일은행(춘천, 원주, 횡성)에서 케이캐쉬 기능이 포함된 현금IC카드를 발급받을 수 있으며, 삼성그룹 임직원의 경우 2009년 8월까지 삼성카드가 발행한 사원증에 케이캐쉬 기능이 포함되어 있으나, 현재 사용이 불가능하다.[1] 현금IC카드에 기본으로 케이캐쉬가 탑재되어 별도의 비용 및 절차 없이 발급받을 수 있는 은행은 신한은행, 우리은행 등이 있으나 신한은행의 경우 스마트원 티머니형이 아닌 스마트원 직불카드형을 선택해야 K-Cash를 받을 수 있다. KB국민은행은 일부 신용카드, 체크카드에 케이캐쉬를 탑재하여 발행하고 있다.

## 사용처
- 교통카드 사용 지역 : 춘천시, 원주시, 횡성군[2]에서 교통카드로 사용할 수 있다. 특히 춘천시는 금융결제원이 8개 은행과 공동 투자하여 2007.7월 신규 구축하였으며, 시민의 편의를 위해 Mybi(마이비카드), X-CASH(코레일 멤버십 카드) 및 은행계 신용카드사의 후불카드를 전부 수용하였다.
- 대학교 : 이화여자대학교, 포항공과대학교, 연세대학교, 한국외국어대학교, 숙명여자대학교, 서울대학교 등 20여개 대학의 학생증에 케이캐쉬가 기본 탑재되어 있고, 교내 식당, 매점, 자동판매기 등에서 사용 가능
- 군부대 : 전국의 군부대 PX에 케이캐쉬가 사용가능한 단말기가 설치되어 있다. 입영 대상자들이 신체검사시 신한은행-신한카드에서 발급하는 나라사랑카드에 케이캐쉬가 탑재되어 있으므로 별도의 발급절차 없이 사용할 수 있었으나, 현재는 티머니로대체됐다. 그 밖에 서산비행단, 논산훈련소, 국방대학원, 창원육군종합정비창 등 개별 부대에도 케이캐쉬 결제시스템이 완벽하게 구비되어 있다. 또한 장교 및 직업군인들이 발급받을 수 있는 신용·체크카드인 국방전자카드(신한, 농협 등에서 발급)에 K-CASH가 탑재되어 발급된다. 즉, 전국의 모든 군부대에는 케이캐쉬로 결제할 수 있는 전자결제시스템이 구축되어 있다고 할 수 있다.
- 기업체 : 중앙대의료원, 금융결제원, 삼성그룹 본관 등에서 ID카드 (사원증)에 케이캐쉬가 탑재되어 있으며, 구내매점 및 식당에 결제단말기가 설치되어 있다.
- 개성공단 : 2007년 7월 개성공단에도 케이캐쉬 기반의 전자결제시스템이 우리은행 및 금융결제원의 공동 투자로 구축되었다. 상근자 및 방북자들은 내부에서 케이캐쉬로 식당은 사용할 수 있으며,  편의점에서 결제할 수는 없으며 현재는 폐쇄되어 이용할 수 없다.
- 서울특별시 결식아동 급식지원시스템 : 금융결제원은 우리은행과 함께 서울시 및 각 자치구에서 실시하고 있는 결식아동 급식지원시스템 구축을 추진하였다. 금융결제원의 전자화폐공동망(케이캐쉬공동망)을 이용하여 기존의 식권이 아닌 전자카드로 급식지원을 받을 수 있는 시스템으로 2009.4월 광진구 등 3개 자치구에서 시범운영을 실시하였고 2009년 6월, 서울 전지역으로 확대하여 본 서비스를 실시하였다. 따라서 서울시 내의 급식지원 가능한 음식점에서 케이캐쉬의 사용이 가능하다. 현재 전국의 지방자치단체에서 이와 유사한 서비스를 준비하고 있다.
- 전국의 케이캐쉬 가맹점 (2009.5 현재 약 2,000개)
- ATM은 SC제일은행에서 취급한다.[3]

## 충전, 환불, 조회
- 케이캐쉬는 은행권에서 개발하여 운영하는 전자화폐이므로 은행의 인프라를 이용하여 충전, 환불, 조회가 가능하다.
- 충전, 환불 (가치저장/가치환불) : 전국의SC 은행 ATM 및 창구, 케이캐쉬 가맹점의 결제단말기, 인터넷(K-CASH 공식 홈페이지)에서 충전 및 환불이 가능하며, 실시간으로 본인의 은행계좌와 연동되어 이루어진다. 즉, 충전은 본인 계좌로부터 이루어지고, 환불 역시 본인 계좌로 자동 입금된다. 다른 티머니, 캐시비와 같은 선불전자지급수단과는 달리 환불 역시 실시간으로 이루어진다. 인터넷을 이용한 충전, 환불이 그 어느 선불수단보다 더욱 편리하며, 이에 필요한 IC카드 리더(더미단말기)를 금융결제원에서 일정 기간 동안 무료로 보급하고 있다.